# 2,3-二苯基丙胺
2,3-二苯基丙胺是一种有机化合物，分子式C15H17N，是二苯基丙胺的同分异构体之一。